# 壳丘头遗址博物馆
殼丘頭遺址博物館，又名南島語族文化博物館，是位于福建省福州市平潭县的考古專業博物館，館捨在2024年依託殼丘頭遺址群而建成開放，建築面積逾13000平方米，展出文物600余件。

## 历史

### 背景
殼丘頭遺址群分佈在福建平潭島殼丘頭、東花丘、西營、龜山等地，曆史時期為距今3000—7500年。遺址群最早發現於1958年（一說1964年），此後歷經數次發掘，2017年起，考古團隊對遺址進行的多次發掘取得了較為重大的成果。2019年10月16日，殼丘頭遺址被公佈為第八批全国重点文物保护单位，後入選2023年度全国十大考古新发现。

### 建成開放
2018年，平潭綜合實驗區完成殼丘頭遺址博物館的選址、立項工作，作為依託殼丘頭遺址而建的殼丘頭遺址公園的核心項目進行建設，最初也有消息稱該博物館定名為“南島語族博物館”。2022年4月25日，政府投資2.5億元人民幣，動工建設遺址博物館。2024年12月16日，殼丘頭遺址博物館正式落成開館。2025年4月9日，中國考古博物館在殼丘頭遺址博物館設立“中國考古博物館殼丘頭分館”，這也是中國考古博物館2023年建立以來首次設立分館。

## 館捨建築
殼丘頭遺址博物館以南島語族海洋文化為設計元素，用簡潔的線條勾畫海浪形的輪廓，建築面積13500平方米，佔地9.1畝，外墻亦呼應遺址環境，以木柵格和鋼化玻璃為主要材料。建築內部分地上三層、地下兩層，包括陳列展覽、公共服務、研究教育、行政管理、藏品技術、藏品庫、設備用房和人防等區塊，其中展廳面積3800平方米，以“源”“流”“彩”為主線，展示南島語族起源、擴散的歷程與獨特的文化，共展出文物600餘件。

## 展廳

### 常設展廳
常設展廳位於博物館的一、二兩層，第一展廳位於一層，主題為“向海而生——平潭史前文化”，通過真實考古場景復原、三維展示、沉浸式體驗等技術，展示平潭島南島語族的文化緣起；第二展廳位於二層，主題為“風好揚帆——南島語族航海術與文化”，分別以南島語族的歷史文化和航海技術為主輔線，附以多媒體互動展示等技術，展現南島語族向南太平洋遷徙的過程。

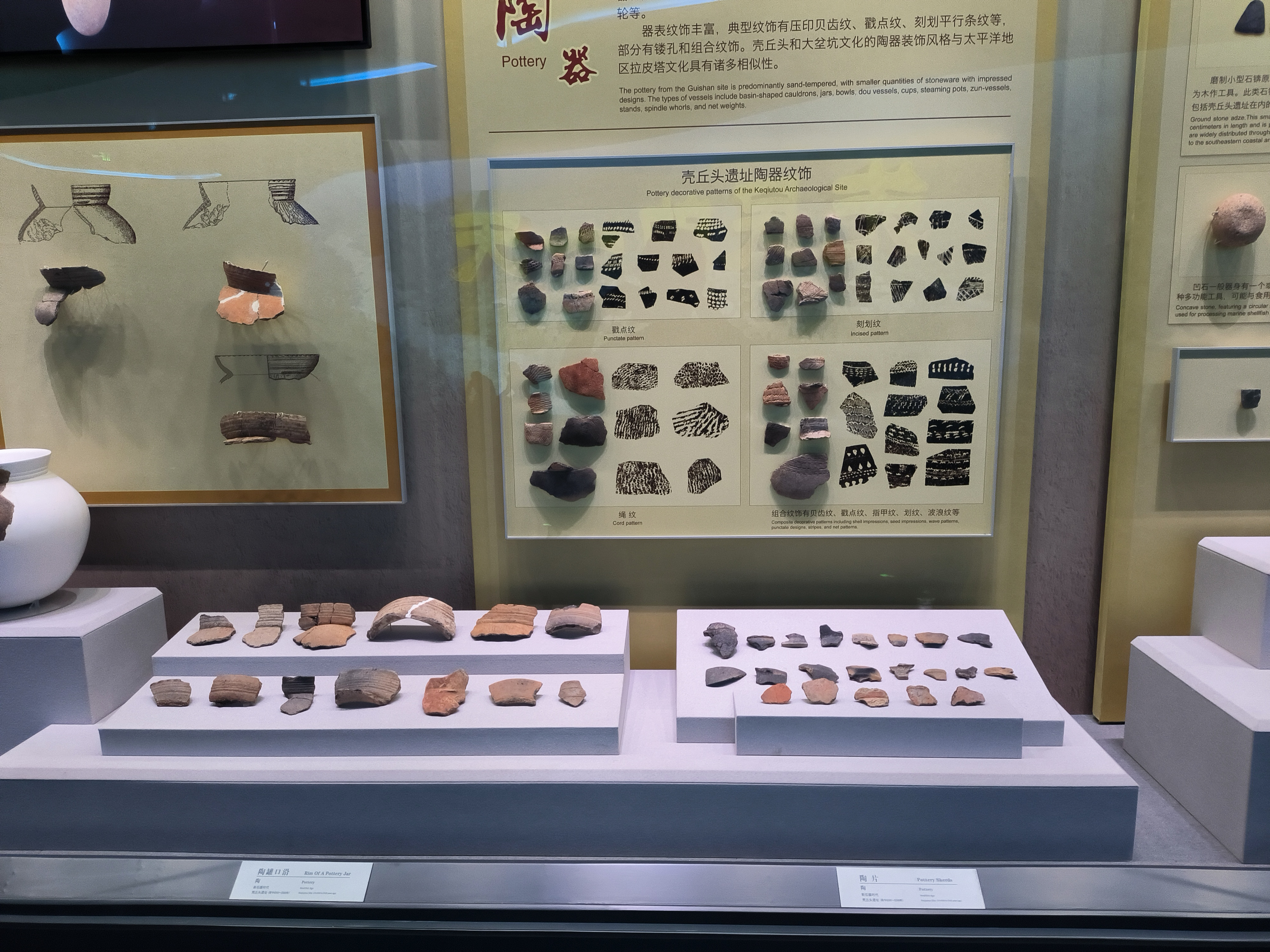
第一展厅展出的壳丘头遗址出土陶器残片。
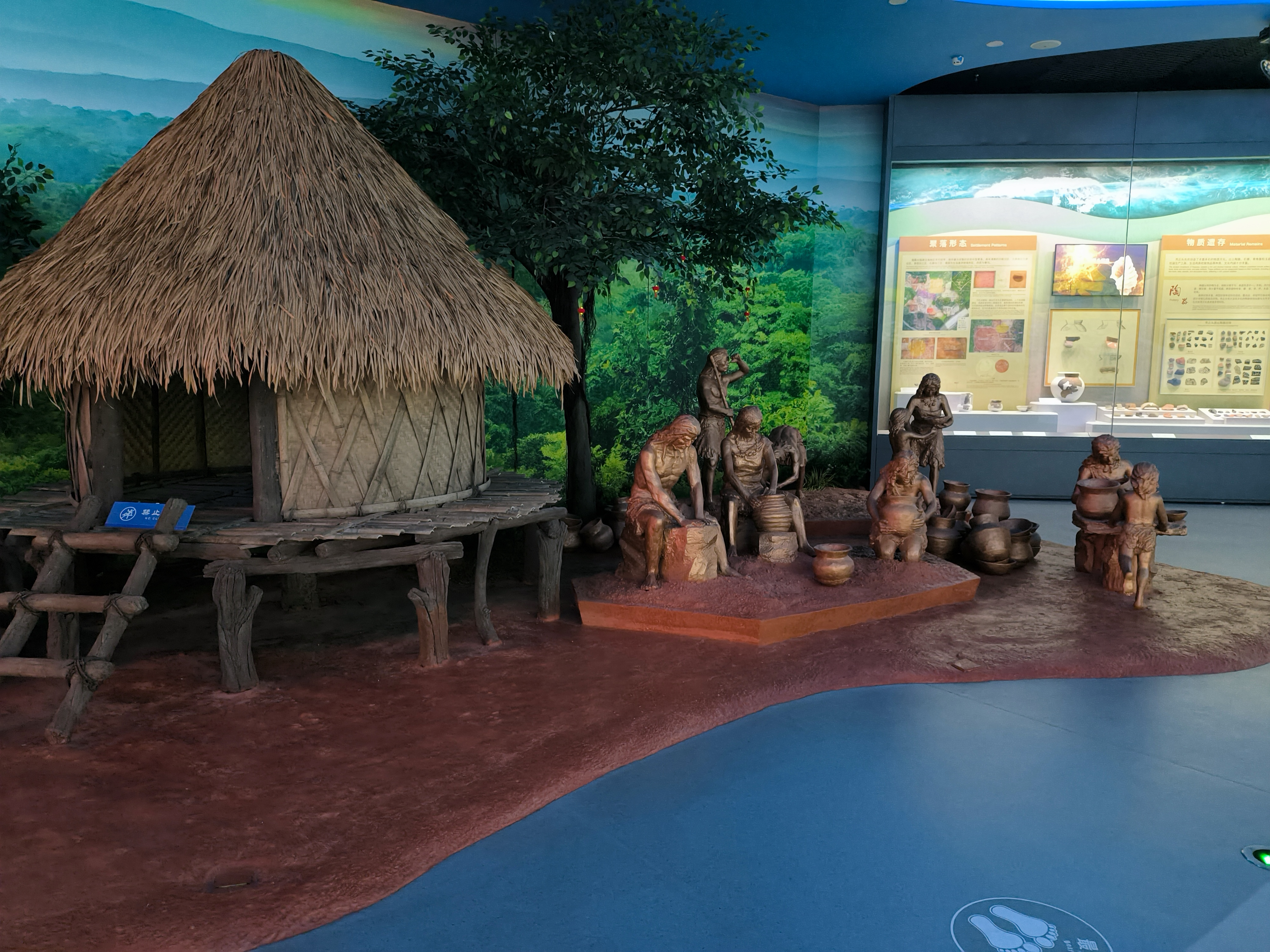
第一展厅展示的“先民的一天”。
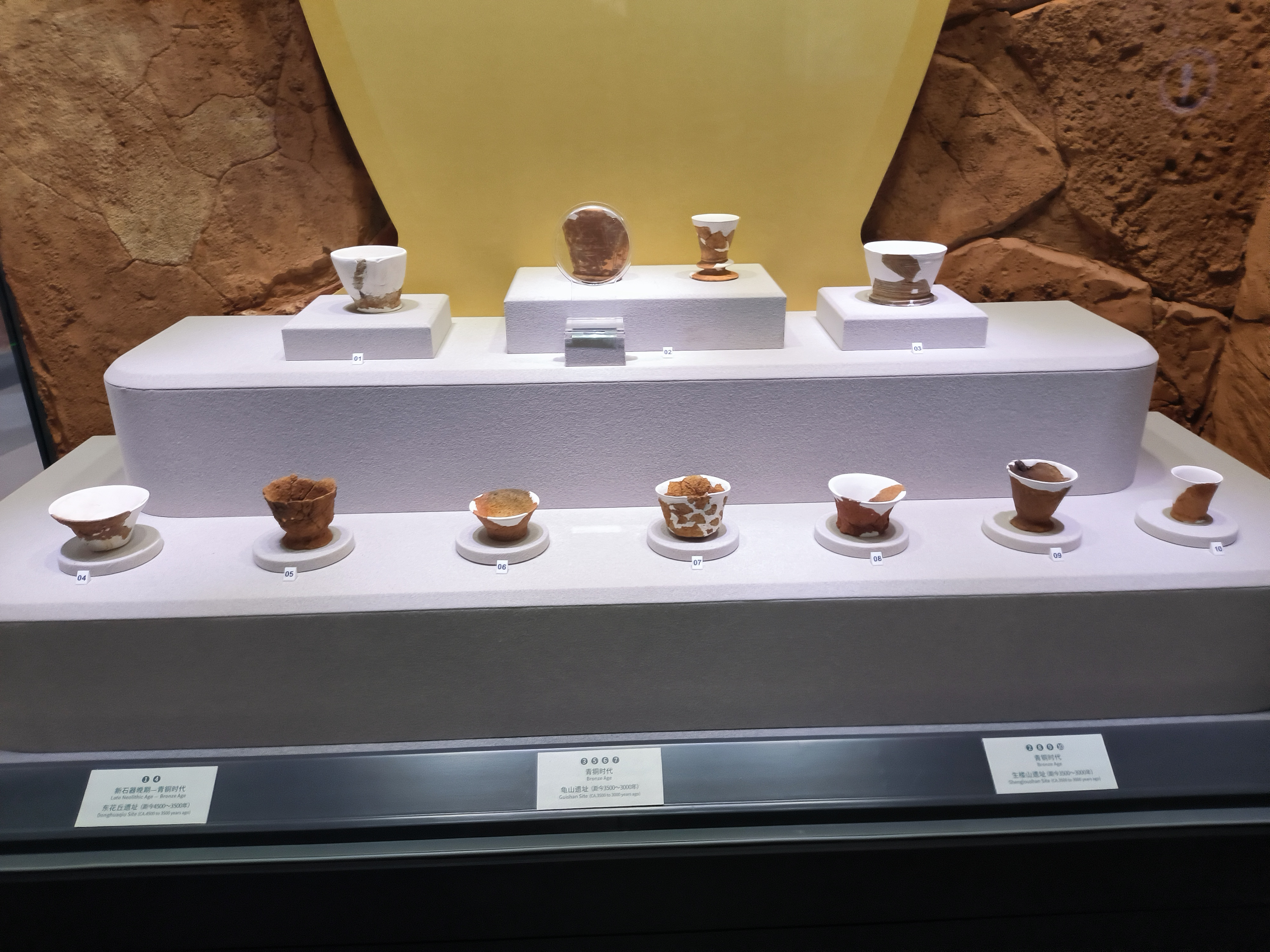
第一展厅展示的龜山遺址出土陶器。
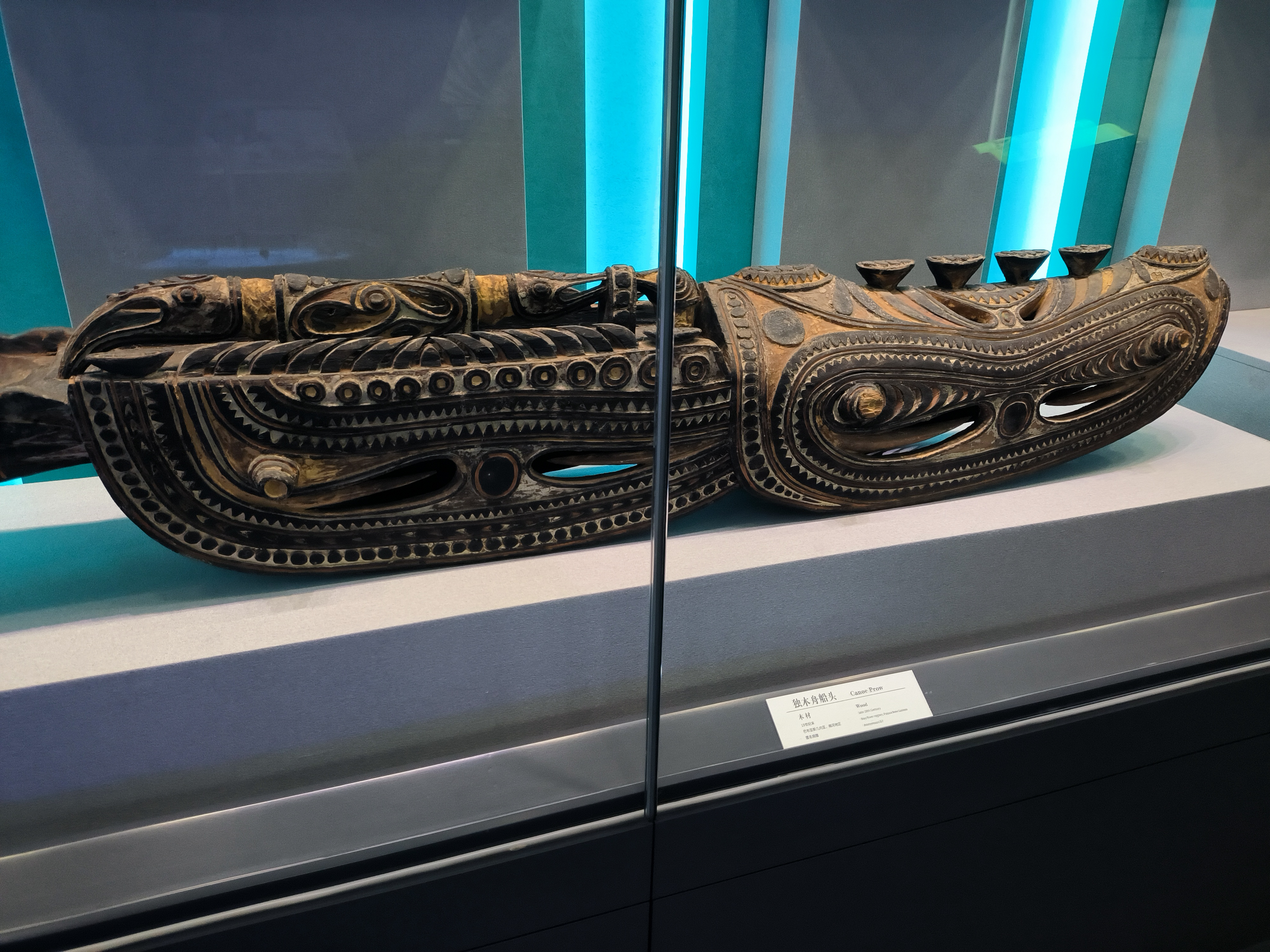
第二展厅展示的巴布亞新幾內亞獨木舟。
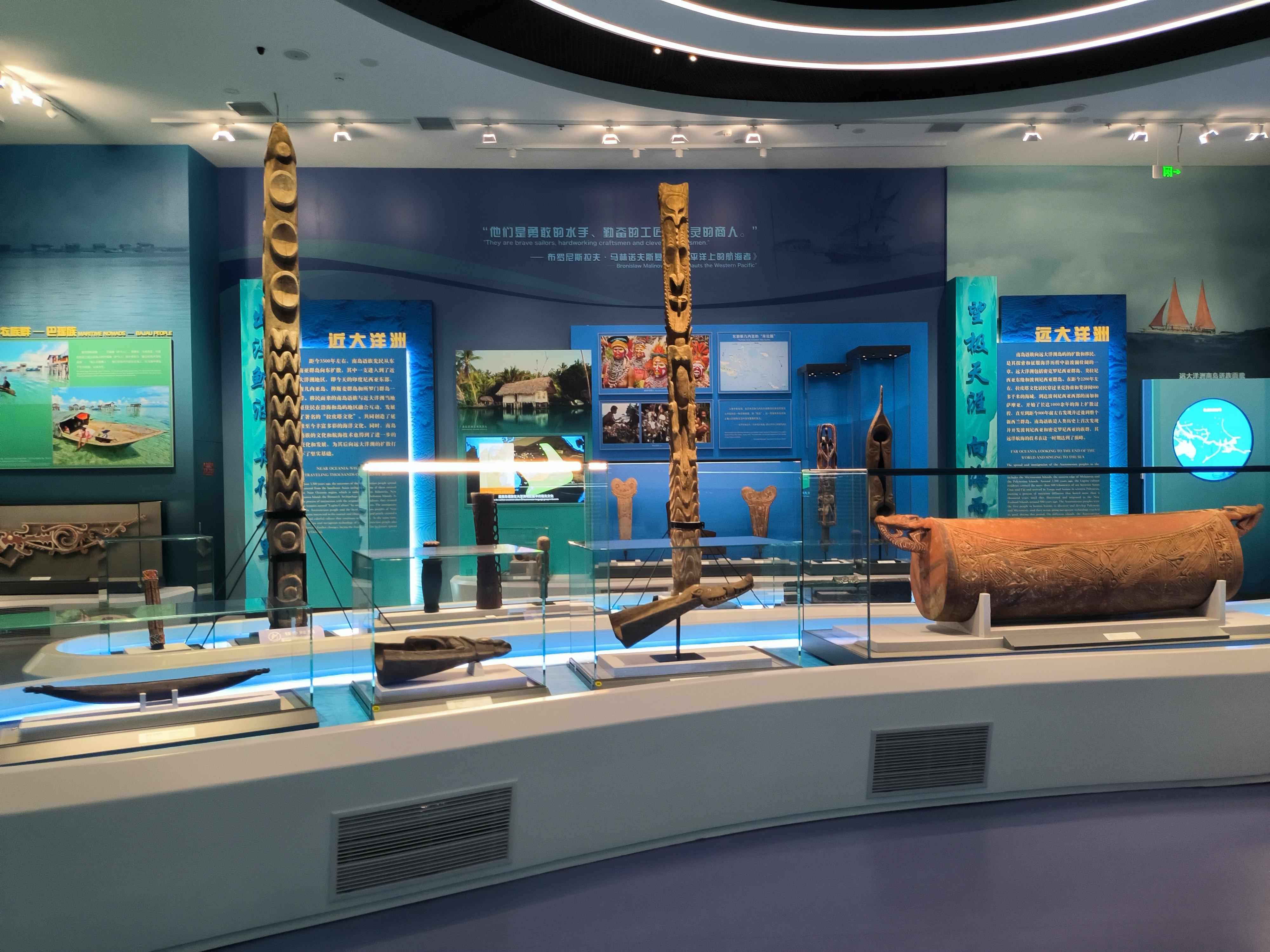
第二展厅展出的南岛语族相关文物。

### 臨時展廳

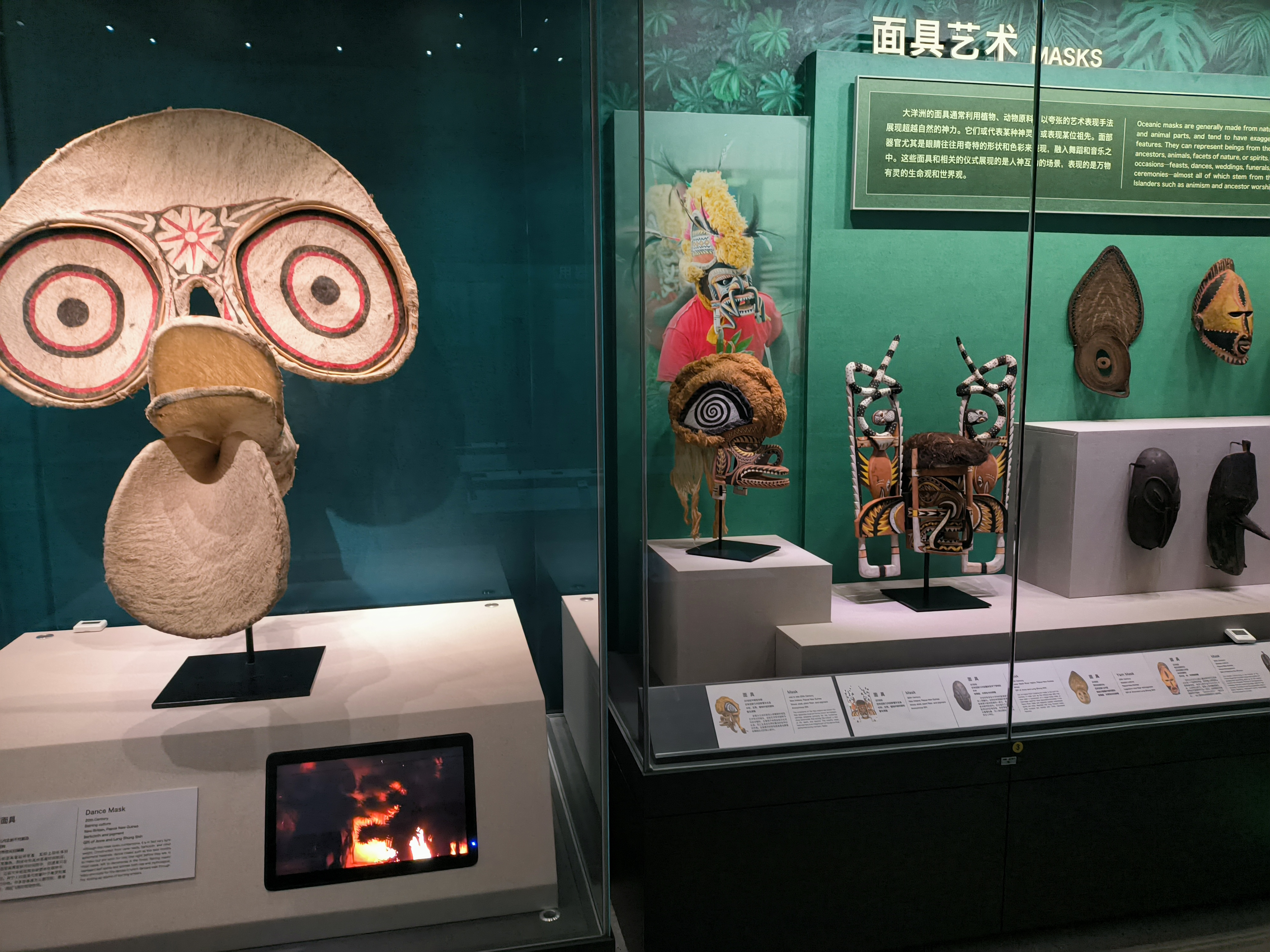
2025年，殼丘頭遺址博物館臨時展廳展出的寶爾博物館收藏品。

第三展廳位於博物館地下一層，為臨時展廳，主要以與南太平洋國家和地區合作的形式辦展。開館的首年，殼丘頭遺址博物館與美國寶爾博物館合作，在臨時展廳開設為期兩年、展陳主題為“南島藝韻——寶爾博物館珍藏”的展覽，展出寶爾博物館的文物276件，展示南島語族的生活文化特色。

## 對外交流
殼丘頭遺址博物館開館當日，中華人民共和國、福建省以及平潭綜合實驗區的各級部門主持舉行了“南島語族文化藝術聯展”開幕儀式，邀請來自南太平洋12個國家及地區的嘉賓參與，開館儀式當天，殼丘頭遺址博物館分別與浙江河姆渡遗址博物馆、美國宝尔博物馆以及塔希提和岛屿博物馆、新喀里多尼亚博物馆簽訂了姐妹館合作協議。